# Антония Сан Хуан
Антония Сан Хуан (на испански: Antonia San Juan) е испанска актриса, която е най-известна с ролята си на Естела Рейнолдс в сериала „Новите съседи“. Освен с работата си в киното е известна и като сценарист, продуцент и художник.

## Личен живот
Когато била 19-годишна, тя отива в Мадрид да учи актьорско майсторство и също така да развива кариерата си на актриса, като играе професионални роли в театъра, а също така и като кабаретна актриса в пъбове и барове.
През 2000 г. тя е избрана за испанската „Жена на годината“ от Националния съвет на Асоциацията на испанските жени.
През 2009 г. прави собствена изложба на живопис на Канарските острови.
През лятото на 2015 се разделя със своя съпруг и колега Луис Мигел Сегуи след 6 години брак.

## Филмография
- Del lado del verano (2012)
- La caja (2006)
- La china (2005)
- Un buen día (2005)
- Un dulce despertar (2005)
- El hambre (2005)
- La maldad de las cosas (2005)
- La nevera (2005)
- Mela y sus hermanas (2004)
- Te llevas la palma (2004)
- 238 (2003)
- Colours (2003)
- Octavia (2002)
- La balsa de piedra (2002)
- Amnèsia (2002)
- Piedras (2002)
- Venganza (2002)
- V.O. (2001)
- El pan de cada día, El (2000)
- Asfalto (2000)
- Ataque verbal (1999)
- Manolito Gafotas (1999)
- Todo sobre mi madre (1999)
- Hongos (1999)
- La primera noche de mi vida (1998)
- El grito en el cielo (1998)
- Perdona bonita, pero Lucas me quería a mí (1997)
- La vida siempre es corta (1994)